# Yann de Fabrique
Yannick Jerôme de Fabrique (* 7. Juli 1973 in Plantation, Florida) ist ein ehemaliger französischer Schwimmer. Er feierte seine größten Erfolge Mitte der 1990er Jahre bei der Universiade – den Weltsportspielen der Studenten. Darüber hinaus konnte er sich bei den Schwimmeuropameisterschaften 1993 im britischen Sheffield als Mitglied der Staffel auch die Bronzemedaille über 4 × 200 Meter Freistil sichern. De Fabrique vertrat sein Heimatland bei zwei Olympischen Sommerspielen. 1992 in Barcelona belegte er über 400 Meter Freistil den 14. und mit der 4-mal-200-Meter-Freistilstaffel den zehnten Rang. Vier Jahre später, 1996 in Atlanta, trat er in drei Wettbewerben an: Über die 400 Meter Freistil schwamm er auf den 15. und über 1500 Meter Freistil auf den 17. Platz. Eine Verbesserung gelang mit der 4-mal-200-Meter-Freistilstaffel, die am Ende den achten Platz belegte.